# 스타오션 EX
스타오션 EX(일본어: スターオーシャンEX/スターオーシャンイーエックス, Star Ocean EX)는 2001년에 제작된 아니메였다. 줄여서 SOEX라고도 한다. 스타오션 세컨드 스토리를 바탕으로 만든 만화이다. 26화로 구성되어 있다.

## 개요
2001년에 TV 도쿄를 포함한 9개 방송국에서 방영되었다. 방영 시간은 TV 도쿄에서 2001년 4월 3일에서 9월 25일(매주 화요일 18:30~19:00)까지 방영되었다.
타이완에서는 2003년과 2004년에 방영되었다. 대한민국에서는 2003년 4월 21일부터 투니버스(Tooniverse)에서 방영되었다.

## 줄거리
먼 미래. 아버지의 전함인 카르나스 호(カルナス)에 같이 동행하면서, 행성 탐사를 나온 클로드는, 지구에서 멀리 떨어진 행성 엑스펠(エクスペル)에 도착하게 된다. 클로드는 엑스펠에서 아버지가 주신 총으로 괴물을 쓰러뜨린다. 결국 레나는 그 총에서 나오는 빛을 보고, 클로드를 용사로 생각하게 된다. 클로드는 지구로 돌아가기 위해 용사일을 시작하는데...

## 등장인물
성우는 게임판 캐스트로부터 변경되고 있다. 후에 발매된 PSP판의 배역과도 다르지만 본작으로 프리시스를 연기하고 있던 한바 토모에는 PSP판으로 신 캐릭터 웰치 빈야드를 담당하고 있다.
클로드 C 케니(일본어: クロード・C・ケニー) 성우 - 유우키 히로 / 최재호
이 이야기의 주인공. 지구 출신. 은하 연방의 소위로, 영웅인 부친에게 콤플렉스를 가진다. 페이즈 건을 제외하고 게임으로의 기술을 사용하지 않는 만화판과 달리, 게임판의 초기에게 암송되는 기술인 공파참을 결정기술로서 다용한다.
레나 란포드(일본어: レナ・ランフォード) 성우 - 이이즈카 마유미 / 이지영
이 이야기의 히로인. 액스펠의 아리아 마을에 사는 소녀로, 이상한 치유의 힘을 가지고 있다. 클로드를 전설의 용사라고 믿어 여행에 동행하지만, 그 태생에는 비밀이 숨겨져 있다. 체술은 취급하는 묘사는 있지만, 게임판과 만화판에 비하면 지켜지는 히로인적 역할이 많다.
셀린느 쥬레스(일본어: セリーヌ･ジュレス) 성우 - 킨게츠 마미 / 박영희
엑스펠의 마즈 마을 출신의 문장술사. 전격의 문장술을 자랑으로 여긴다.
애쉬튼 앵커스(일본어: アシュトン・アンカース) 성우 - 세키 토모카즈 / 최원형
쌍두의 마룡 교로와 우루룬(레나 명명)에 사로잡힌 이도류 검사. 각별히 술을 사랑하는 술 매니아.
교로(일본어: ギョロ) 성우 - 우스이 타카야스
엑스펠의 마족인 쌍두용의 조각. 적색으로 불꽃을 사용한다. 눈이 교로로 하고 있는 곳으로 레나가 명명.
우루룬(일본어: ウルルン) 성우 - 시무라 토모유키
엑스펠의 마족인 쌍두용의 조각. 청색으로 얼음을 사용한다. 눈이 글썽글썽하고 있는 곳으로 레나가 명명.
디어스 프랙(일본어: ディアス・フラック) 성우 - 코야스 타케히토 / 서윤선
엑스펠의 아리아 마을 출신으로, 레나의 소꿉친구. 엑스펠 1의 검호로, 클로드에 있어서는 넘어야 할 존재. 검 기술·공파참, 봉후파를 클로드에 가르친다. 클로드는, 이 기술을 한 번 본 것만으로 사용할 수 있어 버렸다.
프리시스 F 노이먼(일본어: プリシス・F・ノイマン) 성우 - 한바 토모에 / 윤여진
액스펠의 린가에 사는 발명 소녀. 병약 소녀 에라놀의 친구로, 개조용 로봇 〈메카 포스〉를 가진다.
보먼 진(일본어: ボーマン・ジーン) 성우 - 마츠모토 야스노리 / 정승욱
액스펠의 린가에 사는 약제사. 아내 니네와 둘이서 약국을 영위하고 있어 언어학자 키스와는 친구.
레온 D S 지스테(レオン・D・S・ゲーステ) 성우 - 미츠하시 카나코 / 한채언
액스펠의 라클에 사는 천재 과학자. 운석 소서리 글로브의 연구를 하고 있다.
오페라 벡토르(オペラ・ヴェクトル) 성우 - 마츠모토 리카 / 주자영
연인 엘네스트를 뒤쫓아 은하를 여행하고 있는, 삼목족(테트라제네스)의 여성. 게임판에서는 〈오페라·벡트라〉이지만, 애니메이션에서는 〈벡토르(Vector)〉가 되고 있다.
엘네스트 레비드(エルネスト・レヴィード) 성우 - 야나카 히로시
은하를 여행하고 있는 셋째족의 고고학자로, 오페라의 연인.
유키(일본어: ユキ) 성우 - 마츠모토 메구미
살바의 마을의 잼 가게. 가수를 목표로 하고 있다. 게임판에는 살바의 잼 가게 〈돌핀 킥〉의 점원 〈주근깨의 아가씨 유키〉로서 등장. 살바의 프라이빗 액션으로 가수를 목표로 하고 있는 모습이 그려져 있었다. 만화판에서는 가수를 목표로 한다고 하는 설정에서는 등장하지 않기는 하지만, 이야기 초반에 등장. 애니메이션에서는 만화의 유키를 베이스로 게임의 설정을 가미한 다음 중반 이후에도 모습을 보이는 등 오리지널 요소가 강해지고 있다.
친(일본어: チン) 성우 - 키시오 다이스케
친비라 3인조 리더 격 몸집이 큰 남자. 가는 곳마다 클로드들과 만난다.〈비〉 〈라〉라고 아울러 게임판에는 등장하지 않는, 만화 오리지널의 캐릭터를 바탕으로 된 캐릭터. 만화판으로의 이름은 〈가젤·키아〉로 등장도 초반부터 중반까지 한정되어 있었지만, 애니메이션판에서는 종반까지 등장해 취급이 크게 다르다. 덧붙여서 애니메이션판에서는 셀린느의 마법으로 벌줄 수 있는 것이 많다.
비(일본어: ピー) 성우 - 요시노 히로유키
친비라 3인조의 한 사람으로 알맞은 체격의 남자. 가는 곳마다 클로드들과 만난다. 만화판에서는 〈지미〉.
라(일본어: ラー) 성우 - 하마다 켄지
친비라 3인조의 한 사람으로 실찐 작은 남자. 가는 곳마다 클로드들과 만난다. 만화판에서는 〈톤브〉.

## 각 화별 제목
| Navigation1  | 時空転送(じくうてんそう)     | 시공전송             | 모험의 시작        |
| Navigation2  | 遭遇(コンタクト)             | 조우(콘택트)         | 콘택트             |
| Navigation3  | 魔石(ませき)                 | 마석                 | 마석               |
| Navigation4  | 紋章術師(もんしょうじゅつし) | 문장술사             | 문장술사 셀린느    |
| Navigation5  | 空破斬(くうはざん)           | 공파참               | 공파참             |
| Navigation6  | 双頭竜(そうとうりゅう)       | 쌍두용               | 떠돌이 검객 애쉬튼 |
| Navigation7  | 異邦人(テトラジェネス)       | 이방인(테트라제너스) | 이방인             |
| Navigation8  | 涙(なみだ)                   | 눈물                 | 눈물               |
| Navigation9  | 潮風(ハーリー)               | 조풍(하리)           | 항구 도시 할리     |
| Navigation10 | 幽霊船（ゆうれいせん)        | 유령선               | 유령선             |
| Navigation11 | 発明少女(はつめいしょうじょ) | 발명소녀             | 소녀 발명가        |
| Navigation12 | 月光花(メトークス)           | 월광화(메토크스)     | 메톡스             |
| Navigation13 | 暴走(ぼうそう)               | 폭주                 | 뜨거운 질투        |
| Navigation14 | 魔剣(ラクール)               | 마검(라클)           | 라크르             |
| Navigation15 | 疑惑(ぎわく)                 | 의혹                 | 의혹               |
| Navigation16 | 少年(レオン)                 | 소년(레온)           | 레온               |
| Navigation17 | 遺跡(いせき)                 | 유적                 | 유적               |
| Navigation18 | 要塞(ようさい)               | 요새                 | 요새               |
| Navigation19 | 孤独(こどく)                 | 고독                 | 고독               |
| Navigation20 | 希望(きぼう)                 | 희망                 | 희망               |
| Navigation21 | 再会(さいかい)               | 재회                 | 재회               |
| Navigation22 | 仲間(なかま)                 | 동료                 | 친구               |
| Navigation23 | 決戦(ラクールホープ)         | 결전(라클 호프)      | 라크르 호프        |
| Navigation24 | 機械城(きかいじょう)         | 기계성               | 기계성             |
| Navigation25 | 輝光石(エナジーストーン)     | 휘광석(에너지 스톤)  | 에너지 스톤        |
| Navigation26 | 勇者(クロード)               | 용자(클로드)         | 용자(클로드)       |

## 주제곡
- 오프닝 곡: To the Light
- 엔딩 곡: Hearts